# Кайлес
Кайлес (на гръцки: Καϊλές, Κάστρο Ηλιοκώμης) е средновековно отбранително съоръжение, разположено край сярското село Кюпкьой (Проти), Северна Гърция.

## Местоположение
Развалините на крепостта са на голямата височина от 925 m в планината Кушница (Пангео), на 3 km югоизточно от Череплян (Илиокоми).
Възвишението е краят на планинския склон на планината, от който е отделен от тесен врат, който се образува на изток. Тази точка е била и най-уязвимата от замъка, поради което от тази страна има силно укрепление.
Поради голямата си надморска височина крепостта има отлична гледка към обширна територия.

## История
Крепостта не е идентифицирана с нито една от споменатите в историческите извори и историята ѝ не е известна. Датира се към Ранносредновековния период, но може да е съществувала и през Късноримския период.
Според една хипотеза замъкът е укрепеният манастир „Свети Безсребреници“. Тази хипотеза се основава на хрисовул от XI век на император Алексий Комнин (1081 – 1118), в който се говори за почтения манастир около Кормища, посветен на Светите Безсребреници. Тази препратка, съчетана с развалините на византийския храм в крепостта, които показват сложна конструкция, и с позицията над днешното село Кормища, води до заключението, че има възможност крепостта наистина да е била този укрепен манастир.
В района на крепостта е открита керамика от византийско и римско време. На мястото може да е имало някакво древно селище, свързано с експлоатацията на златоносните находища на планината Кушница. В по-широкия район около крепостта има следи от древни минни дейности.

## Описание
Замъкът има вретеновидна форма по оста изток-запад. Източният край е най-високата точка на замъка на 925 m, а западният край е най-ниската на 890 m. Периметърът на замъка е около 450 m. От южната дълга страна няма укрепление, тъй като отвесните скали от тази страна осигуряват естествена защита. На запад и на север, където склоновете са доста полегати, има незабележими следи от стена. Южно и северозападно от замъка минават дълбоки дерета.
От укреплението са оцелели останки от 80-метрова стена, покриваща уязвимата тясна източна страна. По същество източната страна представлява триъгълен нос, от който тръгва зид на югоизток и североизток. Представлява стена с височина от 2 до 3,5 m и дебелина от 1,5 m до 2,5 m. Градежът е от недялани камъни със свързващ хоросан между тях. В хоросана се наблюдава плътно наличие на настъргани керемиди.
Малко следи от стена са открити по западната и северната дълга страна, които са на наклонен терен.
До югоизточната стена са разкрити развалините на средновековен храм – полукръглата ниша на светилището с диаконикона и част от югоизточната стена. Запазена е горната част на вратата, която е водела към дяконикона. В руините на храма, но и около него се наблюдават разпръснати архитектурни елементи като мраморни релефи, части от колони и капители. Развалините на този византийски храм са открити след нелегални разкопки в 1970 година. В 2005 година е сниман мраморен елемент с врязан кръст, който днес липсва на мястото.
В периметъра има плътно застрояване на къщи и други сгради. Интериорът е осеян с купчини камъни, основи на сгради и счупени керемиди.